# توم تايلور (ممثل)
توم تايلور (بالإنجليزية: Tom Taylor؛ مواليد 16 يوليو 2001) هو ممثل إنجليزي. وهو معروف بأدائه دور جيك تشامبرز في برج الظلام وتوم فوستر في مسلسل قناة بي بي سي ون الدرامي الناجح دكتور فوستر. لقد تم اختياره لتمثيل دور كريجان ستارك في الموسم الثاني من مسلسل إتش بي أو آل التنين.

## الحياة و والمسيرة
ولد تايلور في 16 يوليو 2001. وهو من مقاطعة سري. توقف عن الالتحاق بمدرسة الدراما في عام 2013 حتى أخبرته معلمته السابقة، راشيل بيل من مدرسة المسرح السري في كامبرلي، أن وكيلًا سيأتي إلى المدرسة لإجراء المقابلات. ذهب تايلور إلى الاختبار، ووقع مع وكيله الأول وشارك في بطولة المملكة الأخيرة ودكتور فوستر لبي بي سي.
فاز تايلور بدور جيك تشامبرز في فيلم برج الظلام في مارس 2016. كان من المقرر أن يعيد تمثيل الدور في مسلسل تلفزيوني يعتمد على المجلد الرابع من سلسلة كتب برج الظلام. ومع ذلك، فإن إنتاج هذا المسلسل التلفزيوني سيكون بمثابة ريبوت دون أي صلة بالفيلم لأسباب مالية ونقدية.
في عام 2023، تم اختيار تايلور في دور اللورد كريجان ستارك في الموسم الثاني من آل التنين.

## فيلموغرافيا
| العام     | العنوان                | الدور         | الملاحظات             |
| --------- | ---------------------- | ------------- | --------------------- |
| 2014      | الخسائر                | تريستان مايلز | الحلقة «ولد محظوظ»    |
| 2015–2017 | دكتور فوستر            | توم فوستر     | دور رئيسي             |
| 2015      | المملكة الأخيرة        | أوتريد الشاب  | حلقة واحدة            |
| 2015      | أساطير                 | مارتن الشاب   | الموسم 2، الحلقة 1 و2 |
| 2017      | برج الظلام             | جيك تشامبرز   |                       |
| 2019      | الطفل الذي سيكون الملك | لانس          |                       |
| 2020      | نحن                    | ألبي بيترسن   | 4 حلقات               |
| 2021      | قريب مني               | فين هاردينج   |                       |
| 2023      | الخليج                 | مات ميتكالف   | الموسم 4              |
| 2024      | آل التنين              | كريجان ستارك  | الموسم 2              |

## وصلات خارجية
- توم تايلور (ممثل) على موقع IMDb (الإنجليزية)
- توم تايلور (ممثل) على موقع قاعدة بيانات الفيلم (الإنجليزية)